# 대도숙 공도

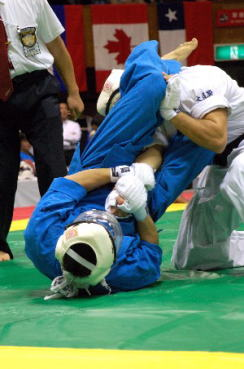
대도숙 쿠도

대도숙 쿠도(大道塾 空道, 다이도주쿠 쿠도)는 , 극진가라테의 창시자인 최영의 총재의 제자인 아즈마 타카시(東孝)에 의해 1981년 창시된 무술이다. 50개국 이상에 지부를 두고 있으며, 수련 인구는 러시아가 가장 많다.
실전성과 안전성을 중시하여 얼굴에 보호구를 착용하고, 안면 타격이 허용된다. 타격기는 물론이고 메치기와 관절기도 허용되기 때문에 「도복을 입고 하는 종합격투기」라고 불리기도 한다.
단체로서의 대도숙과 경기로서의 쿠도의 관계는, 강도관(講道館)과 유도의 관계, 국기원과 태권도의 관계와 유사하다.

## 대도숙 소개
80년대 후반부터 90년대 초반까지 K-1이나 프로레슬링계 단체와 함께 일본 격투계에서 얼마 안되는 종합격투기의 단체로서 일본의 격투기 붐을 일으켰다. UFC 2회 대회에 동양인 최초로 이치하라 미노키를 파견하였다. 자체 입식타격기 대회인 THE WARS에서 대도숙 선수들이 킥복싱의 톱 선수와의 대결에서도 실력을 보이면서, 대도숙 소속의 선수가 격투기 잡지의 표지를 몇번이나 장식하는 등 당시의 일본격투계에서는 K-1을 주최하는 정도회관과 함께 시대의 첨단을 가는 존재였다.
90년대 중반 무렵부터는 정도회관과는 반대로 프로경기에서 거리를 두어, 설립 당시부터 대도숙이 목표로 하던 「실전성과 안전성」의 추구로 돌아온다는 방침을 정하고, 타류 시합을 줄이면서 미디어에 등장하는 횟수도 줄어든다.(글러브를 끼고 시합을 하게 되면 뇌에 데미지를 입힐 수 있고, 글러브로 인해 그래플링 기술에 제한이 생기기 때문에 대도숙의 본래의 이념과는 멀어지게 된다는 것이 큰 이유였다.)
그러나, 흥행 위주의 프로 격투기에 대한 안티테제라 할 수 있는 방향성은, 2001년에 대도숙 첫 세계 대회를 성공시키고, 쿠도(空道)라고 하는 새로운 무도를 발족시킴으로써, 90년대 중반부터의 대도숙의 진로가 잘못되지 않았음을 보여주었다. 그리고 일본 문부과학성의 후원을 얻는 등, 생활체육단체로서의 활동을 목표로 하는 점에서는 특이한 격투단체라 할 수 있다.

### 수련
수련 체계는 가라테의 연습의 자취가 남아있어 도장에서의 정좌, 예법, 인사, 기본 수련, 이동 수련, 약속 대련, 대련 등은 보통의 가라테장과 비슷한 형식으로 행해지고 있다. 특히 극진가라테에서 발전한 단체이기 때문에, 그 영향을 엿보게 하는 부분도 많다.
또한 기본 수련·이동 수련이라고 하는 수련의 이름 자체는 다른 가라테 단체와 같지만 그 내용은 크게 다르다. 발 기술은 그렇게 큰 차이가 없지만, 손 기술은 기존의 가라테와는 달리, 반대쪽 손을 턱 옆에 올리는 등 복싱의 펀치에 가까운 형태이다. 또 자세도 실제로 싸울 때와 같은 자세인 「겨루기 자세」가 기본이 된다.

#### 기본 수련의 종류
잽, 오른손 스트레이트, 왼손 훅, 오른손 훅, 왼손 어퍼, 오른손 어퍼, 좌우팔굽치기, 앞굽이 앞차기, 정면 앞차기, 무릎 차기, 옆차올리기, 옆차기, 돌려차기, 뒤차기, 관절차기, 발목후리기, 급소차기

#### 유술기의 연습
메치기(던지기), 누운기술(굳히기)의 연습은 도복을 입은 상태에서의 연습이기 때문에 유도와의 비슷한 점이 많다.
하지만 유도와 다른 점도 많은데, 예를 들어 유도에서는 한쪽 손과 한쪽 깃을 잡는 것이 반칙이지만, 공도에서는 반칙이 아니기 때문에 그것을 이용한 변칙적인 기술이 많다. 그리고 타격이 가능하기 때문에 안면의 가드를 내린 채로 달라 붙었을 경우 안면 타격을 당할 수 있으므로 타격을 당하지 않게 하는 것이 중요하다. 그리고 메치기 이후에도 그라운드에서 불리한 포지션이 되지 않도록 하는 것이 중요하다. 유도에 비해 다리후리기 계열의 연습 비율이 높고, 타격의 위험 때문에 사용하기 어려운 업어치기 계열의 기술은 적게 사용하는 경향이 있다.
누운기술에서는 유도와 달리 누르기에 의한 한판이 없고, 유도에서는 인정되지 않은 하체관절기 등이 존재한다. 공도의 룰 때문에 마운트나 백, 니온벨리 등의 포지션을 목표로 한 뒤 조르기나 꺾기를 노리는 것이 기본이지만, 그라운드에서의 제한 시간이 30초이기 때문에 짧은 시간에 승부를 내기 위해 포지셔닝을 어느 정도 무시해도 사용할 수 있는 하체관절기를 사용하는 경우도 많다.
이렇게 유술기의 시간적 제한이 있고 타격이 가능하기 때문에 메치기, 누운기술 모두 스피드가 매우 중시된다.

### 승급, 승단 체계
가라테나 유도와 같이 띠의 색에 의해 단과 급을 나눈다.
- 검은띠 - 초단과 그 이상의 단
- 갈띠 - 1~2급
- 초록띠 - 3~4급
- 노란띠 - 5~6급
- 파란띠 - 7~9급
- 주황띠 - 10급
- 흰띠 - 무급

승급·승단 심사는 기본 연습, 이동 연습, 메치기·관절기 등의 숙련도의 심사와 겨루기에 의해 이뤄진다. 또 체력 체크로 벤치 프레스나 스쿼트의 횟수가 각각의 급·단의 단계별로 정해져 있으므로(체중이나 연령에 따라서 다르다) 규정된 횟수를 성공 해야 한다.

### 파생된 단체
대도숙에서 분파한 단체로서는 종합격투기 단체인 화술혜주회(和術慧舟會), 가라테 선도회(禪道會)등이 있다.

### 대도숙이라는 이름의 유래
「대도」는 불교용어의 「대도무문(大道無門, 진정한 도에는 얽매임이 없다)」에서 유래한다. 일본에 전해져 가라테가 되기전의 오키나와 당수(唐手)는 메치기와 관절기를 포함한 종합무도였으나, 점점 룰의 제약에 얽매이고 있는 기존 가라테의 한계에서 벗어나 무도의 원점으로 가겠다는 의지를 표현 한 것이다.
그 때문에, 설립시에는 「가라테」의 명칭을 사용하지 않는 독자적인 격투기를 자칭 하려는 의견도 있었지만, 아즈마 숙장의 캐리어나 도장 경영, 세간의 인지도를 고려해 「가라테 대도숙」이 되었다. 이후 2001년부터 종합 무도 「쿠도」의 단체로서 다시 태어나게 된다.

## 쿠도란
공도란, 가라테로부터 발전한 무도이며, 실전성과 안전성을 매우 중시하는 무술이다. 머리 부분에 보호구(NHG 쿠)를 착용하고, 지르기, 발차기는 물론이고 던지기, 박치기, 팔굽치기, 급소차기, 누운기술, 급소 직전에서 멈추는 마운트 펀치, 관절기, 조르기 등의 여러 가지 공격이 인정되는 착의종합격투기이다.

### 역사
- 2001년 제 1회 세계대회를 계기로 새로운 무도인 「쿠도(空道)」로 이름을 바꾸었다.
- 2001년 11월 「제1회 북두기 쿠도 세계선수권대회」를 요요기 제2체육관에서 세계 23개국의 참가로 개최
- 2002년 5월 「02 북두기 쿠도 전일본 체력별선수권」개최.
- 2002년 일본 내각부로부터 NPO법인「국제쿠도연맹」이 인가된다.
- 2004년 5월의 「04 전일본 쿠도 체력별선수권대회」는 일본 문부과학성의 후원으로 개최되어 우승자에게는 문부대신상이 수여되었다.

매년 두 차례 전일본 선수권이 열리고 있고(5월경에 체력별·11월경에 무차별), 4년에 한 번 세계 대회가 열리고 있다.

### 경기 인구
일본에서는 1만명 정도가 공도를 수련하고 있다. 가장 많은 수련 인구가 있는 곳은 러시아인데, 1990년대 블라디보스토크에 최초의 해외지부가 세워진 이후 안전성과 실전성이 높게 평가되어 공도가 국립대학의 학과로서 개설되어있고, 시합에는 많은 기업의 스폰서가 뒤따르고 있어 5만에서 10만명 가까운 경기 인구가 존재한다.
칠레, 브라질, 오스트레일리아, 이란, 스리랑카, 파키스탄, 이탈리아, 우크라이나, 벨기에, 포르투갈, 인도, 영국, 라트비아, 벨라루스, 미얀마, 프랑스, 미국, 네팔, 에스토니아, 콜롬비아, 스페인, 독일, 리투아니아, 그리스, 몽골, 불가리아, 세르비아, 헝가리, 아랍 에미리트, 모로코 등 40개국 이상으로 보급되어 있고, 현재도 경기 인구는 증가하고 있다.

## 경기와 대회

### 전일본 대회
북두기(北斗旗, 호쿠토키)는 전일본 공도연맹이 주최하는 공도 대회의 명칭으로, 「북두기 전일본 체력별 선수권 대회」와「북두기 전일본 무차별 선수권 대회」가 있다. 북두칠성의 이름을 따서 만들어진 북두기는 최우수 선수에게 수여하는 깃발이며, 대회의 이름으로도 쓰이고 있다.

### 세계대회
현재 4년에 한 번 씩 북두기 세계공도선수권대회와 월드컵이 개최되고 있으며, 제2의 올림픽이라 불리는 월드 게임 종목으로 채택될 가능성 또한 높다.
북두기 세계선수권대회는 2001년 1회대회를 시작으로, 2005년, 2009년에 이어 2014년 11월 도쿄에서 4회 세계대회가 열렸다.
2018년 12월 북두기 세계선수권 5회대회 [나고야] 개최

### 각국, 각지역에서의 대회
그 외 러시아나 유럽 등 공도가 번성한 나라에서는 국내·지역선수권대회가 열리고 있다. 러시아의 블라디보스토크에서 행해지는 아시안 오픈 컵 대회 등이 유명하다. 2007년 9월에 불가리아의 소피아에서 열린 제 1회 공도 유럽 선수권 대회에는 18개국이 참가하였다.

## 한국에서의 쿠도
2008년 8월 창시자인 아즈마 타카시 숙장과 윤영문 사범(재일교포 2세, 당시 홋카이도 본부장)이 한국을 방문하여 세미나를 연 이후, 서울에서 동호회 형태로 수련이 시작되었다.
2009년 윤영문 지부장과 김기태 사무총장을 대표로 하는 정식 지부로 인준되었고, 임재영 사범(당시 극진가라테 3단)은 일본 총본부에서 1년 간 쿠도 유학을 거쳐 한국지부 첫 유단자가 되었다.
2008년 몽골에서 개최된 제1회 아시아대회에 김광수 선수(당시 극진가라테 초단)가 참가했고, 2009년 제3회 세계대회에 김기태, 김광수, 이전국 선수가 출전하였다.
2014년 서울에서 열린 제2회 아시아대회에는 많은 선수가 출전하여 김휘규 선수가 체급 우승을 차지하였다.
2019년 현재 유단자는 임재영(3단), 김광수, 배성범, 박하늘, 김휘규 외 3명이 있으며, 서울 신촌, 대구, 부산, 경산에 도장이 운영중이다.
2020년 기존에 서울 신촌, 대구, 부산, 경산, 울산도장에 더불어 부산 강서구 명지 도장이 새로 열렸다.

## 쿠도의 룰

### 승패의 결정 방법
펀치·킥·팔굽치기·무릎차기·박치기등으로 넉아웃(4초 이상의 전투 불능)」이 되거나 조르기, 관절기로 경기를 끝내면 '한판'이 선언된다. 판정으로 가게 되면 「절반」 「유효」 「효과」의 다소로 승패를 결정한다.
- 메치기 후 넘어진 상대의 방어 없이 찌르기, 차기 등의 '끝내기'를 했을 경우 「효과」의 포인트가 주어진다.
- 누운 상태에서 마운트, 백, 니온밸리 상태에서 '끝내기'를 했을 경우 「효과」의 포인트가 주어진다.
- 효과적인 공격이 되었다고 생각되는 「강하고, 확실한 메치기」가 있었을 경우 「효과」가 주어진다.
- 타격에 의한 공방으로 2초간 이상의 다운이 있었을 경우 「절반」,2초 미만의 다운에서는 「유효」, 다운은 없었지만 타격이 강력했을 경우 「효과」의 포인트가 주어진다.

### 경기 시간
경기 시간은 3분 (연장전은 3분 ,1회까지)으로, 그라운드 공방은 본경기과 연장전 각각 2회까지 인정한다.
- 그라운드 공방은 1회에 30초까지, 그 이후는 선 상태로 경기가 재개된다.
- 선 상태에서 클린치는 10초까지, 그 이후는 떨어진 상태로 경기재개.
- 북두기 체력별 대회는 결승전, 무차별 대회는 8강 이상 결승전까지의 시합은 「재연장전」도 있을 수 있다.

### 시합 시의 복장
공도 도복을 착용한다. 안면에는 NHG 쿠를 착용하고, 손에는 주먹 보호대를 착용한다. 낭심에는 파울컵을 착용한다.
공도 도복은 2005년의 체력별 선수권으로부터 파란 도복이 도입되었다. 한쪽의 선수는 흰색, 다른 한쪽의 선수는 파란 색의 도복을 착용한다. 이것은 도복과 안면보호구를 착용하고 이뤄지는 경기의 특성상, 그라운드에서 서로의 포지션이 크게 바뀌는 움직임을 했을 경우에 양쪽의 선수를 구별하기 어렵기 때문에, 관객이나 심판이 쉽게 선수를 확인하여 오심을 줄이기 위해서다.

### 낭심 공격에 대해
통상적으로는 금지되지만, 신체 지수(키+체중)의 차이가 20이상인 경우는 파울컵을 착용한 상태로 발차기에 의한 낭심 공격을 허용하고, 차이가 30이상인 경우는, 주먹과 손바닥에 의한 낭심 공격을 인정한다.

### 체급
신장(cm)과 체중(kg)을 합한 신체 지수를 기준으로 현재의 북두기(무차별 제외)에서는 5개의 체급으로 나뉘어 있다.
- 경량급 : 230미만
- 중(中)량급 : 230이상 240미만
- 경중량급 : 240이상 250미만
- 중(重)량급 : 250이상 260미만
- 초중량급·260이상

### 안면 보호구
안면 보호구는 코가 부러지거나, 눈에 찔리는 등의 안면부 부상을 예방하는 효과가 있어, 사회인이 얼굴의 상처나 멍을 신경쓸 필요가 없이 수련을 할 수 있도록 해준다. 얼굴에 보호구를 착용하면 주먹에는 매우 가볍고 얇은 주먹 보호대만 착용하면 되기 때문에, 무거운 글러브를 꼈을 때 생길 수 있는 뇌의 데미지를 줄일 수 있어 매우 안전성이 높다. 그리고, 공도 이외의 시합에서는 거의 볼 수 없는 박치기를 룰에 도입하는 것이 가능해졌다. 이런 이유에서 안면 보호구와 주먹 보호대의 조합은 대도숙의 사회체육이라고 하는 이념에 합치하는 것이라 할 수 있다.
구형 보호구(일명 슈퍼 세이프)는 시야가 좋지 않고 거리감각이 달라지는 등의 단점도 있었는데, 이러한 약점을 해소하기 위해서 2007년에 공도 공식보호구인 「NHG 空(네오헤드기어 쿠. 약칭 쿠)」가 마샬월드와 공동 개발되었다. 대도숙 창설 이래 현재까지 사용되고 있는 슈퍼 세이프의 약점이 개량되어서, 현재는 모든 경기나 심사에서 사용되고 있다.

## 격투 가라테·쿠도의 선수
- 니시 요시노리(西良典) - 북두기 1983·1984 무차별 챔피언. MMA단체 화술혜주회를 설립.
- 오사다 켄이치(長田賢一) - 북두기 1985·1986·1989·1992 무차별 챔피언.
- 이치하라 미노키(市原海樹) - 북두기 1990·1993 무차별 챔피언. UFC 2에서 호이스 그레이시와 대결.
- 세미 슐트 - 북두기 1996,1997 무차별 챔피언

## 같이 보기
- 종합격투기